# Христос в темнице

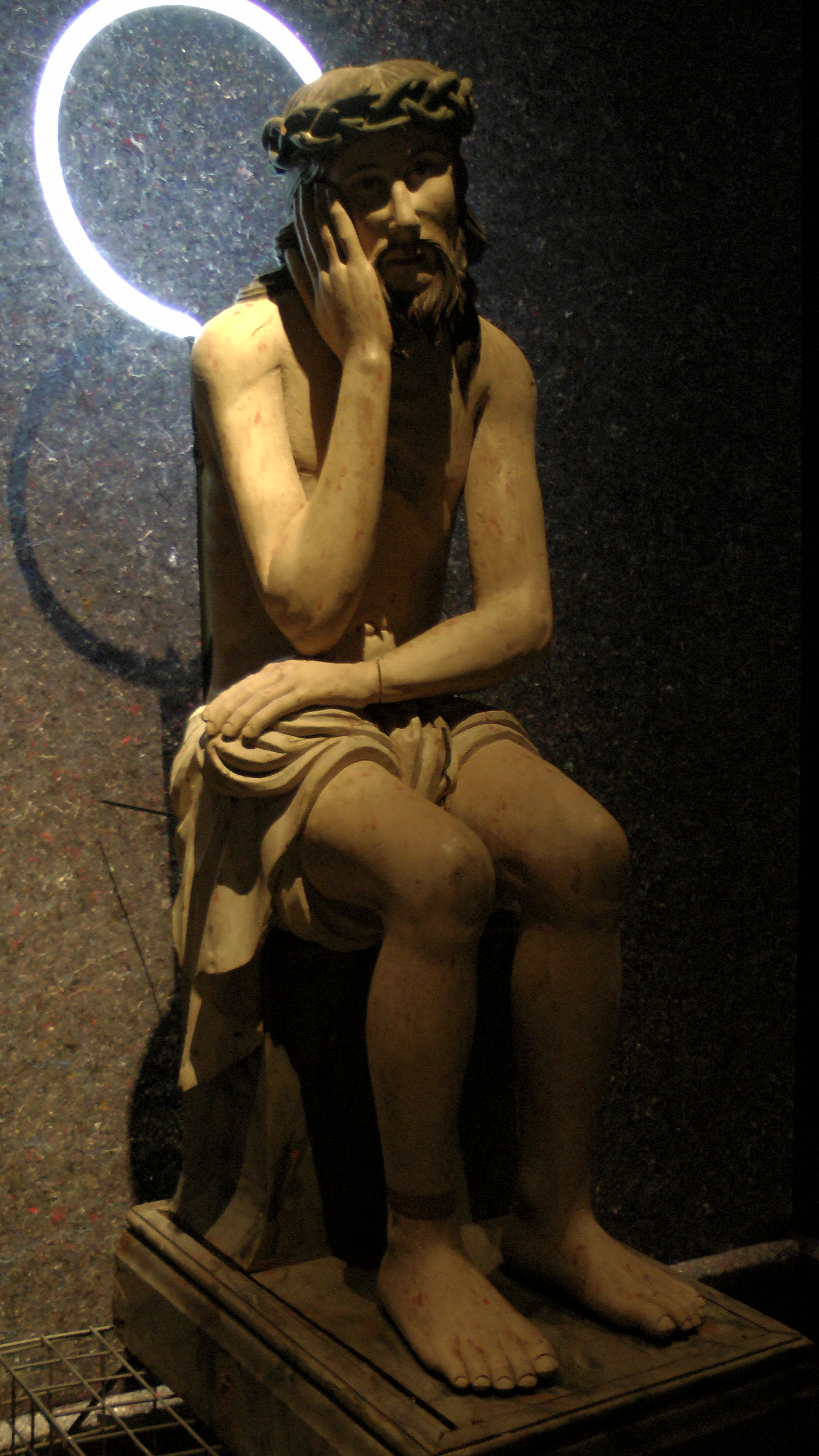
Христос в темнице. Тотемское музейное объединение, XVII век

«Христос в темнице» (другие названия: «Спас Полунощный», «Спаситель в темнице», «Сидящий Спаситель», «Страдающий Христос», «Бичуемый Христос», «Истинный Христос») — сюжет православной скульптурной иконографии, широко распространённый в народной культуре XVII—XIX веков. Скульптура изображает заточение Иисуса Христа после пыток (или во время них), ожидающего восхождения на Голгофу. Христос изображался сидящим, с терновым венцом на голове и, обычно, с прижатой к щеке правой рукой.
Часто статую Христа в церкви помещали в «темницу» — специально изготовленное помещение или глубокую тёмную нишу в стене. Перед ней зажигали лампаду. Слабый огонь лампады создавал полумрак, колеблющийся свет едва освещал фигуру, по лицу пробегали тени, верующим казалось, что перед ними живое божество. Одежду на статуе меняли. Обычно статуя была облачена в парчовое жёлто-золотистое облачение, но в дни Страстной недели её покрывали траурным чёрным бархатом, а на Пасху одевали в светлые одежды из блестящей серебристой парчи.

## Особенности иконографии
Доктор искусствоведения О. М. Власова соотносила этот иконографический тип с так называемым «стихийным реализмом», возникшим на перекрестке двух стилистических направлений — барокко и классицизма. Она считала, что именно в скульптурах «Христа в темнице» и проявились особенно ярко признаки этого художественного стиля. Искусствовед Н. Н. Серебренников также увидел в изображениях «Христа в темнице» «яркие реалистические начала». Вырезаны они обычно в человеческий рост. Использовались для изготовления скульптур местные породы дерева — сосна (именно она преобладает в изготовлении изваяний), берёза (её, как и ель использовали редко), липа (она была использована для изготовления выдающихся образцов данного типа скульптуры, из неё резали также мелкие детали). В пермских статуях сидящий Христос изображён обычно обнажённым, на голове у него терновый венец, из-под шипов которого капает кровь. Христос часто поднимает к лицу руку, словно пытается защититься от ударов. Иногда у него палка в другой руке, кандалы на ногах, следы избиения на теле.
Изображения «Христа в темнице» — круглая пластика. Ассистент кафедры теологии исторического факультета ЯГПУ имени К. Д. Ушинского Д. И. Чистюхин, рассматривая русскую деревянную скульптуру, отмечал, что она почти всегда обрабатывалась плоско с тыльной стороны и размещалась в киотах и иконостасах, так как не предназначалась для кругового обзора. Исключение, по его мнению, составляет только «Христос в темнице».
Наиболее тщательно моделировались лик и руки Христа. Статуи выполнены с чрезвычайно высокой степенью достоверности как в воссоздании внешности Христа, так и в передаче его эмоционального состояния. Ольга Власова, цитируя президента Российской академии художественной критики А. М. Кантора, писала, что скульптуры этого иконографического типа были иллюстрацией к мысли: «Жестокие раны переношу я для тебя, Человек, своими ранами я исцеляю твои раны». В образе страдающего Христа воплотились боль и страдания русского человека, его способность к сопереживанию и одновременно надежда на лучшее.
Фигура Христа обычно вырезана в сложном, развёрнутом в пространстве, движении. Положение тела выражает страдания, рёбра проступают сквозь кожу. Жестикуляция эмоциональна и выразительна, но по своему характеру, с точки зрения советского искусствоведа А. К. Чекалова, не подходит для выражения в скульптуре. Иногда резчик вносил в иконографию элементы, которые смещали акцент с внешних атрибутов истязания на сущность образа — на монументальный символ страдающего, одинокого человека. По мнению Чекалова, так поступил автор скульптуры из Переславля-Залесского. Этот образ строится через «материал и его последовательное выражение». Форма согласована с ритмом уплощённых объёмов, созданных «врубами и затёсами, подобно элементам бревенчатого здания». Поверхность тела представляет собой рельеф. Глубокие борозды обозначают волосы, падающие на плечи ровными, характерными для средневекового романского искусства, слоями. «Плоские лопасти рук с удлинёнными кистями сочетаются с косыми параллелями рёбер», такими же слоями и „налепами“ решены глазные веки и уши».
Христос изображался в России не только в начересленнике или багрянице (что было характерно для Европы), но и в длиннополой с широким поясом одежде, похожей на одежду крестьянина. Кандидат искусствоведения Н. В. Мальцев обращал внимание, что, с одной стороны, его руки были связаны, а ноги заключены в кандалы, на голове Христа изображался терновый венец (характерные детали сцены поругания), с другой стороны, углублениями и красной краской отмечались следы от гвоздей на руках и ногах и от копья на груди (возможные только после распятия). В одной фигуре таким образом оказывались запечатлёнными сразу несколько эпизодов Страстей (Христос представлен одновременно до и после распятия).
Находящаяся в Вологодском музее-заповеднике скульптура сидящего Христа прикована к столбу каторжной колодкой. Чекалов воспринимал эту статую как один из лучших образцов северного ваяния XVIII века. Некоторые изображения сидящего Христа, однако, по его мнению, отличаются сухостью и дробностью слабо организованной формы. Детальное изображение капель крови, которые проступают из-под шипов тернового венца, создаёт по словам искусствоведа, впечатление муляжа. Пластика таких скульптур вялая. В музеях «серые, унылые фигуры» принято рассаживать «в одну шеренгу». Чекалов писал: «Зрелище при этом оказывается неожиданно комическим: статуи словно передразнивают друг друга. Трагизм темы исчезает из-за ремесленного, безразличного исполнения».

### Темница для Христа
Скульптуры такого иконографического типа устанавливались в специальных палатках, напоминающих темницы, и изготовленных тоже из дерева. По мнению Н. В. Мальцева, они находились у северной стены церквей и соборов, а также в отдельных часовнях. Доктор искусствоведения Н. Н. Соболев считал, что фигуры страдающего Христа ставились в полутёмном углу храма в нише или в специально устроенном помещении, дающем «полное впечатление настоящей темницы». Иногда вместо богато убранного шатра устраивалась невзрачного вида простая будка. В холодном соборе Новоспасского монастыря в Москве темница с сидящим в ней Христом была оборудована в толще стены, которая выходит на крытую паперть, охватывающую с двух сторон храм. Малозаметная дверь вела изнутри храма в темницу, площадь которой не более трёх квадратных метров. Маленькое окно с железной решёткой было единственным источником света в темнице. Резное изображение сидящего Христа было одето в ризу из «жёлтой мишурной парчи, с набедренником на правом боку и небольшим парчовым покровцем на голове». Ноги статуи были обуты в парчовые туфли. Из-под блестящей ткани было видно только лицо. Часто фигуру окутывала только лёгкая ткань. По мнению Соболева, скульптура без покрова встречалась очень редко. В своей докторской диссертации Ольга Власова писала, что статуя также размещалась под центральным куполом храма.
В далёких от цивилизации деревнях Прикамья темницу для статуи Христа сколачивали из покрашенных синькой досок. В сёлах более богатых её делали с узорной золочёной резьбой на светлых досках. Темница из посёлка Пашия (ПГХГ, инвентарный номер ДС-1) украшена богатым орнаментальной и фигурной резьбой по дереву. Витые колонны по углам темницы покрыты рельефами с декором из веток и плодов. В центре карнизов горельефы с головками ангелов на облаках. На колонны поставлены статуи ангелов с атрибутами «страданий Христа». Сама скульптура помещена внутри темницы за решётками и стёклами. На неё можно смотреть через них с разных сторон. Современник в 1800 году так описывал эту скульптурную композицию (с сохранением орфографии оригинала): 

«На северной стороне в равенстве против алтаря образ седящего в темнице Христа Спасителя под белым флёром за стеклом с трёх сторон пол балдахином на четырёх резных столбцах позолоченых убранным снизу и сверху резными штуками и позолочеными с стоящими на оном херувимами и ангелами со страстями»— Ольга Власова. Пермская деревянная скульптура: между Востоком и Западом
Ольга Власова отмечает, что «Темница» из Пашии — светла и нарядна, она символизирует не крестные муки Христа, а праздник его Воскресения. Райская красота и совершенство резьбы должны были создать образ Небесного Иерусалима. Темница и статуя Христа в ней занимали место у северной стены храма. Туда падает свет из южных окон, поэтому наиболее значимые скульптуры обычно ставились именно у северной стены храма. Образ темницы в европейском искусстве, напротив, ассоциировался с мраком, со страхом и безумием. В изображениях темниц там можно найти орудия пыток, решётки и пыточные столбы. Если католическая традиция изображает подробности земных мучений Христа, то православное толкование темницы, по мнению Власовой, символично.

## Происхождение скульптурного иконографического типа

### Проблема литературного источника иконографии
По мнению Н. В. Мальцева, основой иконографии «Христос в темнице» послужила апокрифическая легенда. Ольга Власова уточняла, что этот эпизод взят из Евангелия от Иакова и посвящён трём дням жизни Христа после
Воскресения перед Вознесением. Поэтому он изображён с ранами на руках и ногах, с прободением ребра. В то же время Спаситель изображается в позе защищающегося от ударов, закованным в кандалы и терновом венце. Жест руки, поднятой к лицу, по мнению Власовой, —  жест защиты и обречённости.
В. М. Шаханова считала, что в основу иконографического типа положены стихи 31—46 Главы XXV из Евангелия от Матфея. Особо она выделяла стихи 36 и 43, которые, по её мнению, имеют прямое отношение к иконографии данного типа:

«31. Когда же приидёт Сын Человеческий во славе Своей и все святые Ангелы с Ним, тогда сядет на престоле славы Своей, 32. и соберутся пред Ним все народы; и отделит одних от других, как пастырь отделяет овец от козлов; 33. и поставит овец по правую Свою сторону, а козлов — по левую. 34. Тогда скажет Царь тем, которые по правую сторону Его: приидите, благословенные Отца Моего, наследуйте Царство, уготованное вам от создания мира: 35. ибо алкал Я, и вы дали Мне есть; жаждал, и вы напоили Меня; был странником, и вы приняли Меня; 36. был наг, и вы одели Меня; был болен, и вы посетили Меня; в темнице был, и вы пришли ко Мне. 37. Тогда праведники скажут Ему в ответ: Господи! когда мы видели Тебя алчущим, и накормили? или жаждущим, и напоили? 38. когда мы видели Тебя странником, и приняли? или нагим, и одели? 39. когда мы видели Тебя больным, или в темнице, и пришли к Тебе? 40. И Царь скажет им в ответ: истинно говорю вам: так как вы сделали это одному из сих братьев Моих меньших, то сделали Мне. 41. Тогда скажет и тем, которые по левую сторону: идите от Меня, проклятые, в огонь вечный, уготованный диаволу и ангелам его: 42. ибо алкал Я, и вы не дали Мне есть; жаждал, и вы не напоили Меня; 43. был странником, и не приняли Меня; был наг, и не одели Меня; болен и в темнице, и не посетили Меня. 44. Тогда и они скажут Ему в ответ: Господи! когда мы видели Тебя алчущим, или жаждущим, или странником, или нагим, или больным, или в темнице, и не послужили Тебе? 45. Тогда скажет им в ответ: истинно говорю вам: так как вы не сделали этого одному из сих меньших, то не сделали Мне. 46. И пойдут сии в муку вечную, а праведники в жизнь вечную»— Евангелие от Матфея, XXV, 31—46
Она отмечала, что в стихотворном переводе Библии Пискатора, выполненном в 1679 году Мардарием Хоныковым, сказано:

«К сущим в темницах достоит ходити, брашна же оным и питей носити, — Христос бo имать сих благословити, иже поптатся (потшатся) сице сотворити: „В темнице бых Аз“, — к оным воззовёт, — „Утешиста мя“, — и в царство призовёт»— Вера Шаханова. Иконографический репертуар храмовой деревянной скульптуры Арзамасского уезда по описи XIX в. (опыт систематизации)

### Время появления и распространения сюжета в России

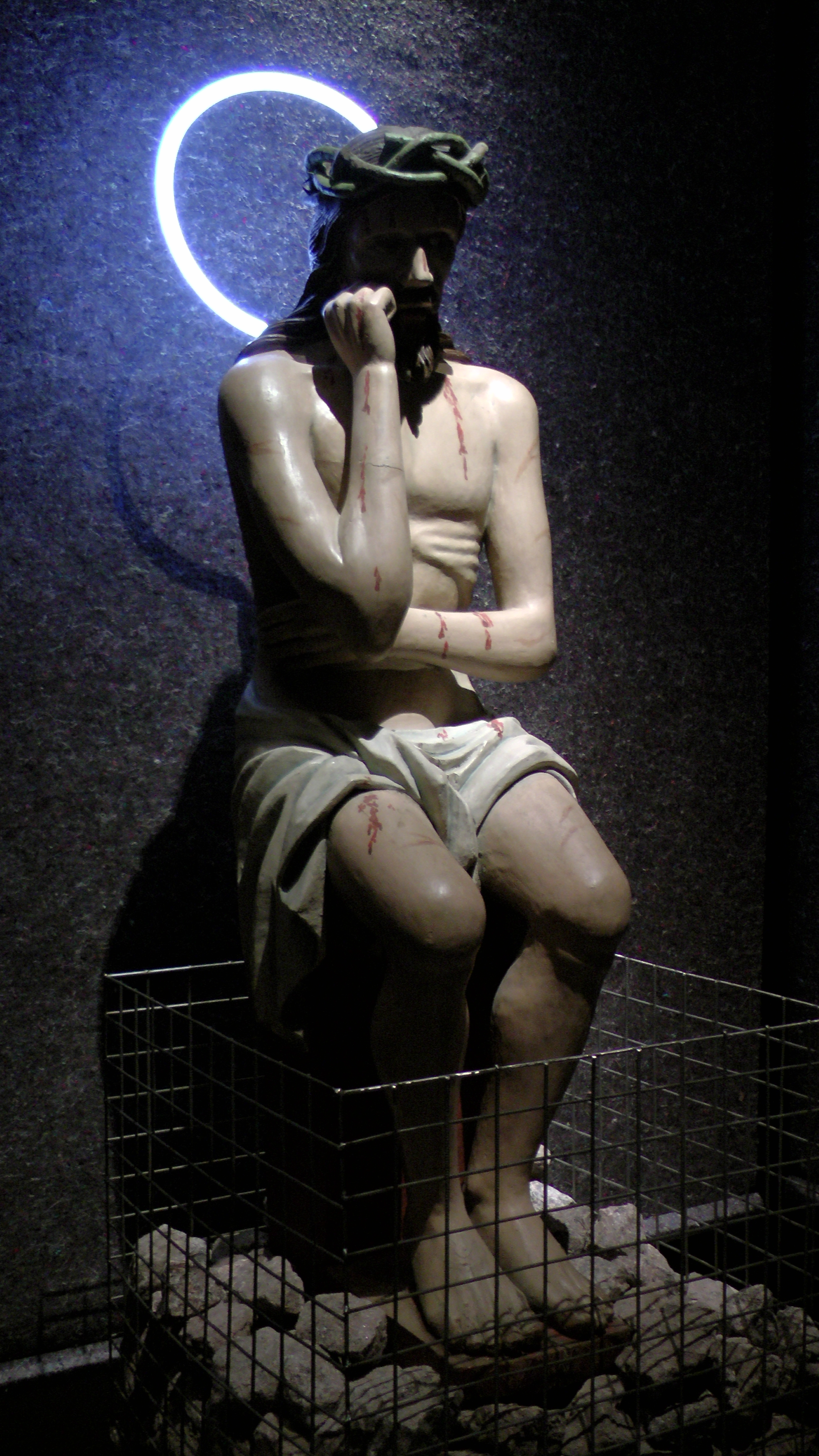
Христос в темнице. Череповецкое музейное объединение, XIX век

В 1551 году Стоглавый собор запретил объёмное изображение Христа, Святейший Синод в 1722 и в 1767 годах подтвердил это решение: «Иконы резные или истёсанные и изваянные запретить». Указ от 1722 года даже требовал изымать из церквей деревянные скульптуры и направлять в Синод или Синодальные конторы для уничтожения. Указ императора Николая I № 11599 от 30 ноября 1832 года снова предписал, чтобы в церквах не было никаких изображений, «кроме святых образов». М. И. Дегтярёва вместе с тем отмечала, что скульптурные изображения получили широкое распространение в Пермской земле (здесь обнаружено до двухсот скульптур). Население Пермской губернии было пёстрым по составу. Языческие культы имели здесь весьма широкое распространение. В других городах России — Пскове, Новгороде, Переславле-Залесском, Вологде и Архангельске — удалось найти лишь несколько десятков образцов деревянной скульптуры. Ольга Власова, напротив, отмечала, что только изображений «Христа в темнице» в Нижегородской губернии зафиксировано более двухсот (в пермских музеях около двадцати, а в Пермской галерее из них — семнадцать). Наличие датировки иконографии в нижегородском районе Поволжья позволяет уточнить временные рамки их распространения и в Пермском регионе. Для изображений «Христа в темнице» благодаря этому была установлена датировка от конца XVIII — до первой половины XIX века. В скульптурах отразилось влияние стилей барокко и классицизм.
Самым распространённым в народной деревянной скульптуре оказался именно сюжет «Христос в темнице». Считается, что такая иконография появилась в России в начале XVII века, но широкое и повсеместное распространение получила она в культовой деревянной скульптуре XVIII и XIX веков. Ольга Власова в своей монографии о пермской деревянной скульптуре пишет, не уточняя датировку, что появление такого иконографического типа относится к XVII веку (в своей докторской диссертации она отмечала, исходя из стилистических и технологических данных, однако, что большая часть изображений «Христа в темнице» не могла появиться раньше конца XVIII—XIX веков). Д. И. Чистюхин относит появление этого иконографического сюжета в России к концу XVII века. Искусствоведы В. Г. Пуцко и Н. П. Лошкарёва отмечали, что точное время появления таких деревянных скульптур в России определить с достаточной определённостью трудно. Они предполагали, что такой тип изображений мог стать известным при создании Воскресенского собора в Новоиерусалимском монастыре (1656—1685 годы). Уже в течение XVIII века ареал изваяний «Христа в темнице», выполненных русскими резчиками, значительно расширился. Г. М. Преснов, Н. Н. Померанцев и А. К. Чекалов отнесли появление скульптуры «Христа в темнице» в России не к XVII веку, как это считалось ранее, а к XVIII столетию. Н. В. Мальцев утверждал, что в России этот иконографический тип появился в XVII веке, когда бушевали народные восстания, а династические и религиозные кризисы сотрясали страну. В XVII—XIX веках почитание «Христа в темнице» стало повсеместными. Ареал скульптуры, по его мнению, охватывал европейскую часть России (в том числе на Севере — в Архангельской области), Сибирь и Дальний Восток. В. М. Шаханова отмечала, что архимандрит Макарий, объездивший приходские церкви Арзамасского уезда в середине XIX века, обнаружил на каждый приход только одну деревянную скульптуру «Христа в темнице». При этом в приходе могло быть две церкви. Единственным исключением стало село Выездная Слобода во владениях графов Салтыковых, где таких скульптур было две в разных церквях. Всего Макарий насчитал шесть таких фигур в самом Арзамасе и сорок пять — в Арзамасском уезде.
Ольга Власова утверждала, что по популярности этот иконографический тип в России уступал только Германии и Польше. Она приводила цифры: в XIX веке в Вологде насчитывалось 92 скульптуры «Христа в темнице», в Великом Устюге — 13, в Моршанске — 26. На Севере, по её данным, встречалось по 2—3 скульптуры в одном храме (в одном только селе Вытегре, — до 7). Почитание «Христа в темнице» в Поволжье Власова связывала с наличием там немецких поселений.

### Теория наглядной проповеди среди язычников
А. И. Новицкий в 1902 году высказал предположение, что появление деревянных скульптур связано исключительно с христианизацией языческих идолов. Поруганный, униженный, избитый, в терновом венце, истекающий кровью Христос, по мнению доктора философских наук и кандидата исторических наук Марии Дегтярёвой, служил выражением сопричастности резчика страданиям Христа. Одновременно создание подобного произведения воспринималось духовенством как своеобразная наглядная проповедь. Местным жителям, не умеющим ни читать, ни писать, а иногда и почти не говорившим по-русски, скульптор демонстрировал эпизод истории Страстей Христовых. Изображён часто этнический тип коренных народов, обычно в образе крестьянина со всеми его невзгодами реальной жизни. По словам Дегтярёвой, «происходило „усвоение“, „присвоение“ Христа недавними язычниками». Среди скульптур присутствуют «Христос с лицом татарина», «Христос» в образе крестьянина коми-пермяка. Дегтярёва предполагает, что такой подход подразумевал: жертва Спасителя была жертвой за весь мир.

### Западная версия происхождения иконографического типа

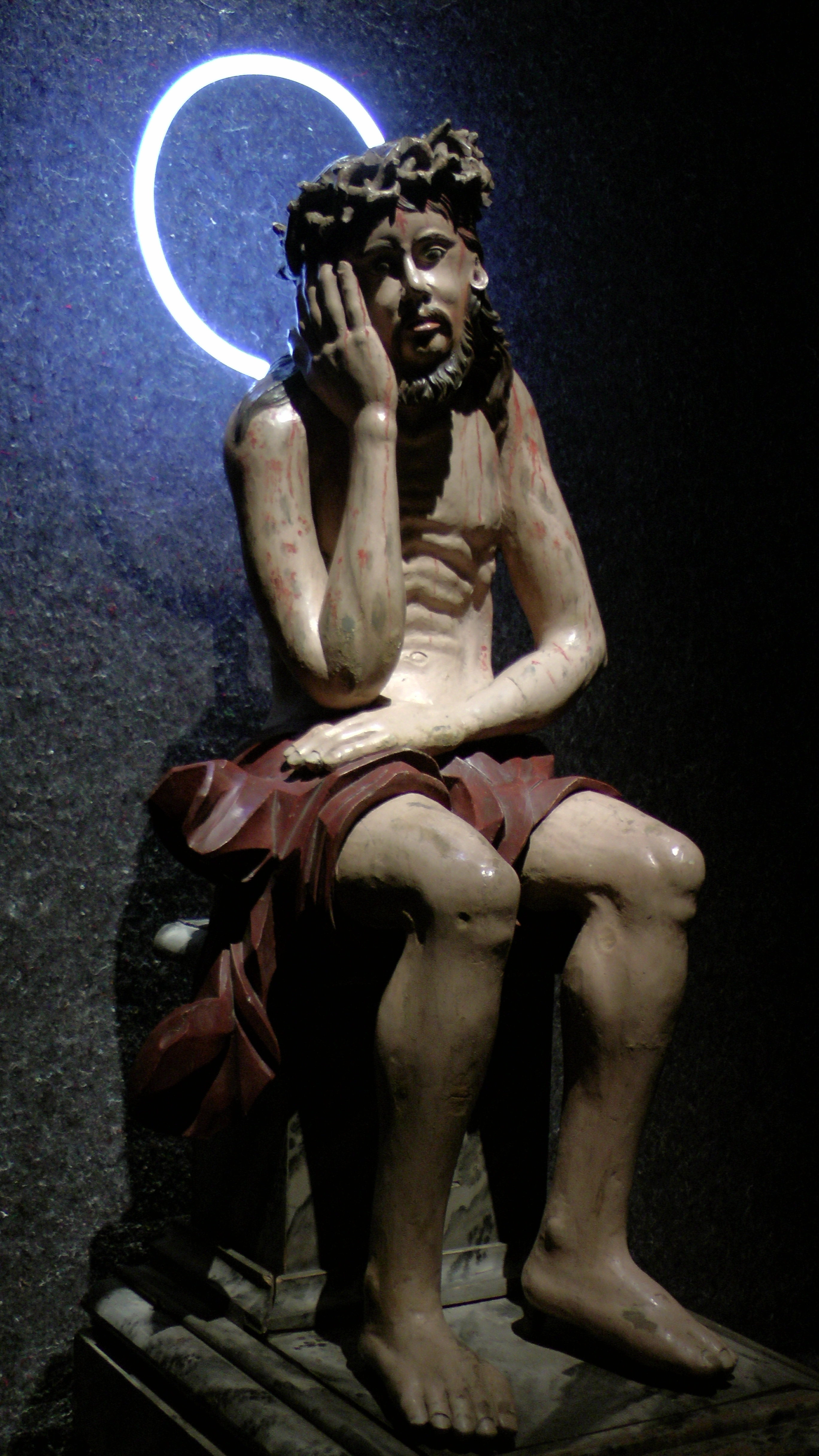
Христос в темнице. Каргопольский музей, конец XVIII — начало XIX века

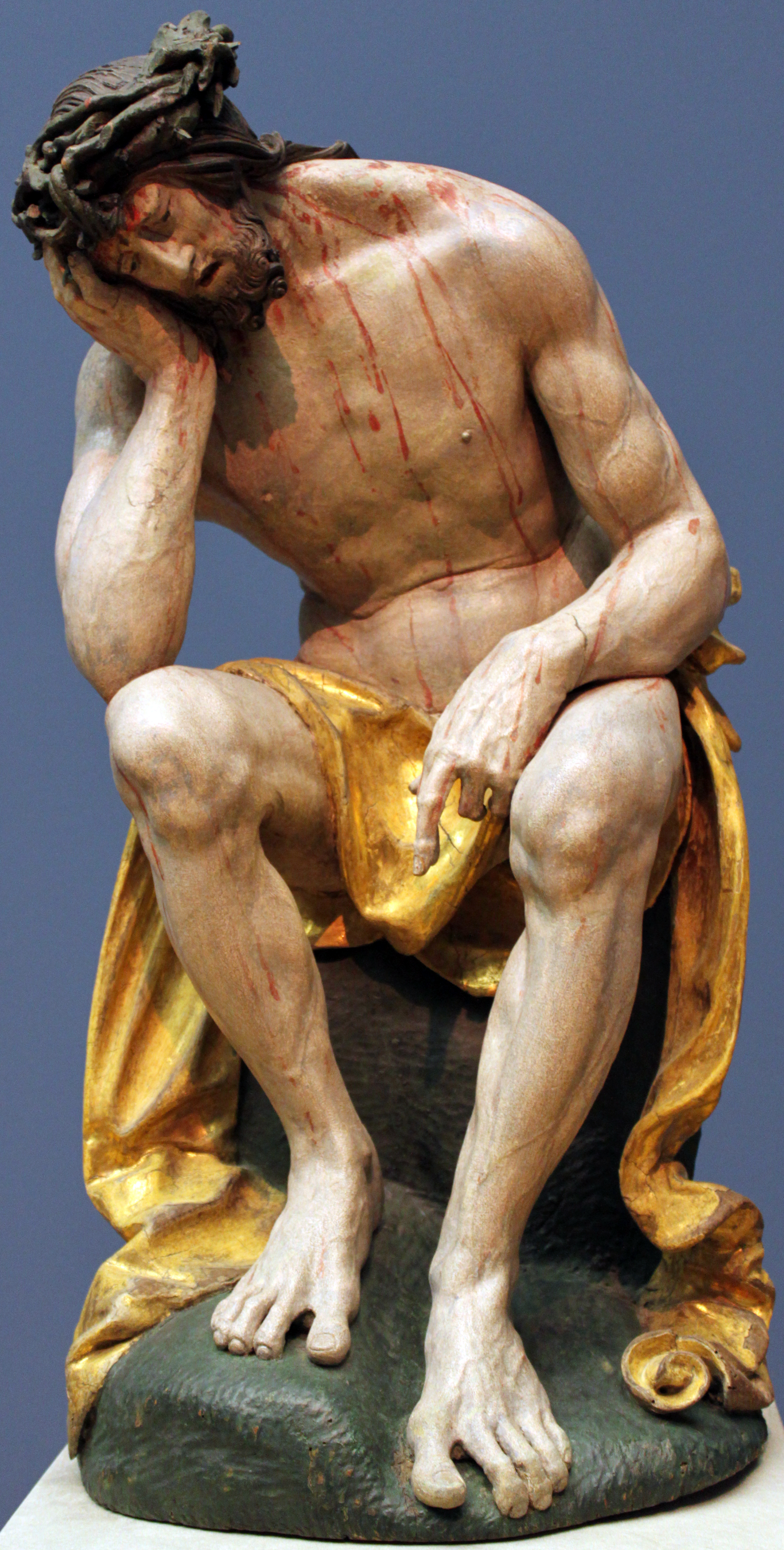
. Размышляющий Христос, 1525

Писатель, искусствовед и краевед И. Евдокимов ещё в начале XX веке предположил, что появление «Христа в темнице» на Севере России связано с епископами-украинцами, время служения которых в этих епархиях относится к концу XVII — началу XVIII века. В 1886 году Д. В. Григорович в «Вестнике изящных искусств» опубликовал статью о стилистических особенностях русской скульптурной резьбы XVII века. Он писал об объёмных изваяниях в технике «немецкой резьбы» и «по-германски раскрашенных в натуру», указывая их западное происхождение. Доктор искусствоведения Н. Н. Соболев пересказал в одной из своих работ легенду о якобы имевшей место доставке Лжедмитрием скульптур «Христа в темнице» из Речи Посполитой в Россию в начале XVII века. По его словам, «шедший на Москву с польскими отрядами и народными массами, Лжедмитрий I оставил на своем пути в некоторых церквах и монастырях скульптурные произведения религиозного содержания западного характера, вроде изображения обнажённого и забрызганного кровью Христа в городе Путивле, в Молчанском печерском монастыре». С этого времени появление данного иконографического типа стало устойчиво связываться с Западом.
Н. Н. Серебренников также считал, что сюжет изображений «Спасителя в темнице» пришёл с Запада. В Европе, по его утверждению, подобные сюжеты известны с XV века и создавались даже в XX веке. В католических храмах подобные изображения являются частью декоративного убранства и содержат канонические черты. А. М. Кантор считал, что «образ возникает в поздней готике ХIV—XV веков, когда искусство от коллективности и анонимности идёт к индивидуализму и пантеизму. Именно тогда создастся жанр „Образа благочестия“ („Андахтсбильд“), предназначенного для частной молитвы. Среди излюбленных сюжетов — „Человек Скорбей“». «Человек Скорбей» — прообраз иконографии «Христа в темнице».
Н. В. Мальцев отмечал, что в XIV веке в Германии в рельефах и деревянной скульптуре страстного циклов появились нетрадиционные изображения «Христа в темнице». Христос был представлен сидящим, препоясанным, иногда — с наброшенной на плечи багряницей. Голова его была увенчана терновым венцом, тело покрыто ранами. Руки Христа, в которых он держал пальмовую ветвь, обычно изображались связанными и бессильно опущенными на колени. Иногда правая рука была поднята на уровне лица, ладонь как бы защищала голову Иисуса от ударов или служила опорой для склонённой головы Христа. Этот образ получил широкое распространение во многих странах Европы. А. Кантор называл такие регионы, как Украина, Беларусь (против этого возражала А. В. Рындина, утверждавшая, что ни в одном каталоге не присутствует подобная скульптура, созданная на её территории), Польша, Литва, Молдова (к ним доктор искусствоведения А. С. Канцедакис прибавлял Францию и Чехию), а также Мексика, Парагвай и Аргентина.
В. Г. Пуцко и Н. П. Лошкарёва считали, что этот иконографический тип появился в Германии и Нидерландах на рубеже XV—XVI веков. Позже скульптуры на этот сюжет стали создавать мастера краковской позднеготической пластики. Однако, по их мнению, считать произведения из Кракова прототипами русских изваяний не следует, вопреки легенде о якобы привезённой в Путивль Лжедмитрием I фигуре Спасителя. В действительности же она, по мнению В. Г. Пуцко, была создана в Центральной России во второй половине XVIII века и имеет мало общего с польской традицией. Упомянутое Н. Н. Соболевым изваяние обнажённого и забрызганного кровью Христа находится в Молченском монастыре Путивля. И. Н. Уханова пришла к выводу о том, что скульптурный образ Страдающего Христа мог появиться в русском искусстве не ранее II половины XVII века, допуская, что этот иконографический образ, возможно, происходит из Литвы или Польши. Д. И. Чистюхин также считал сюжет «Христос в темнице» западным по происхождению. В. Г. Пуцко считал источником иконографического типа в России гравюру конца XVII века «Христос, сидящий на гробе», выполненную по европейскому образцу, а Л. А. Успенский — подобные же оригиналы, попавшие при Петре I через русских или иноземных купцов.
Н. В. Мальцев пришёл к выводу, что произведения деревянной пластики, которые, по текстам легенд и деловых записей, всегда находились рядом с Лжедмитрием I, в действительности не были предметами культового искусства (тем более они ничего общего не имеют с иконографией «Христа в темнице»). Голландский путешественник Исаак Масса видел у Лжедмитрия объёмных резных кукол, а также фигурки воинов, при помощи которых самозванец разыгрывал игрушечные сражения, разрабатывая план сражения. К тому же источники считают Лжедмитрия сугубо светским человеком. В свою очередь Мальцев цитировал опубликованное в 1909 году В. Шейнманом предание, где рассказывалось о том, что Пётр I во время военного похода вывез из Лифляндии деревянную скульптуру «Христа в темнице» и передал её в имение своей матери, в церковь Николы села Жовчино в Рязанской губернии. Каменная церковь Николы в селе Жовчино (Алешино) была родовой церковью Наталии Кирилловны Нарышкиной, семейным храмом рода Нарышкиных. В церкви наряду с иконами имелись деревянные скульптуры, но легенда назвала именно не освящённое традицией, не закреплённое церковным каноном изображение «Христа в темнице». Небольшая фигура, размером 54 см в высоту, действительно находилась в храме, что доказывала фотография, сделанная Шейнманом. По мнению Мальцева, упоминания скульптур при Лжедмитрии и «Христа в темнице» при Петре I являются обличительным намёком в отношении обоих государей. Скульптура же из Жовчино, с его точки зрения, имеет не западное, а отечественное происхождение, в частности, идолы мордовских племён имели высоту именно 54 сантиметра.

### Теория греческого происхождения
Противоположную точку зрения высказала доктор искусствоведения, академик РАХ А. В. Рындина. По её мнению, один из трёх иконографических вариантов данного типа, который она условно называет сакрально-топографическим или «Христом в темнице», имеет греческие корни. Это — гравированные листы с видом Кувуклии над Гробом Господним, которые были достаточно хорошо известны в России. На них Христос изображён сидящим слева от царских врат. Ноги его забиты в колодки, а руки связаны, на плечи накинут гиматий, чресла препоясывает плат. На голове Христа терновый венец. В Палестине в XVIII—XIX веках активно продавались каменные образки с данным изображением, которые российские паломники привозили на родину. Спецификой русских скульптур она считала тяжёлые железные оковы на руках и ногах Спасителя. В России Нового времени сюжет был переосмыслен. При этом заимствования, влияния и каноничность рано перестали играть существенную роль. В пяти пермских статуях «Сидящего Христа» мало элементов евангельского повествования.

### Теории, связывающие иконографический сюжет с отражением положения эксплуатируемого населения

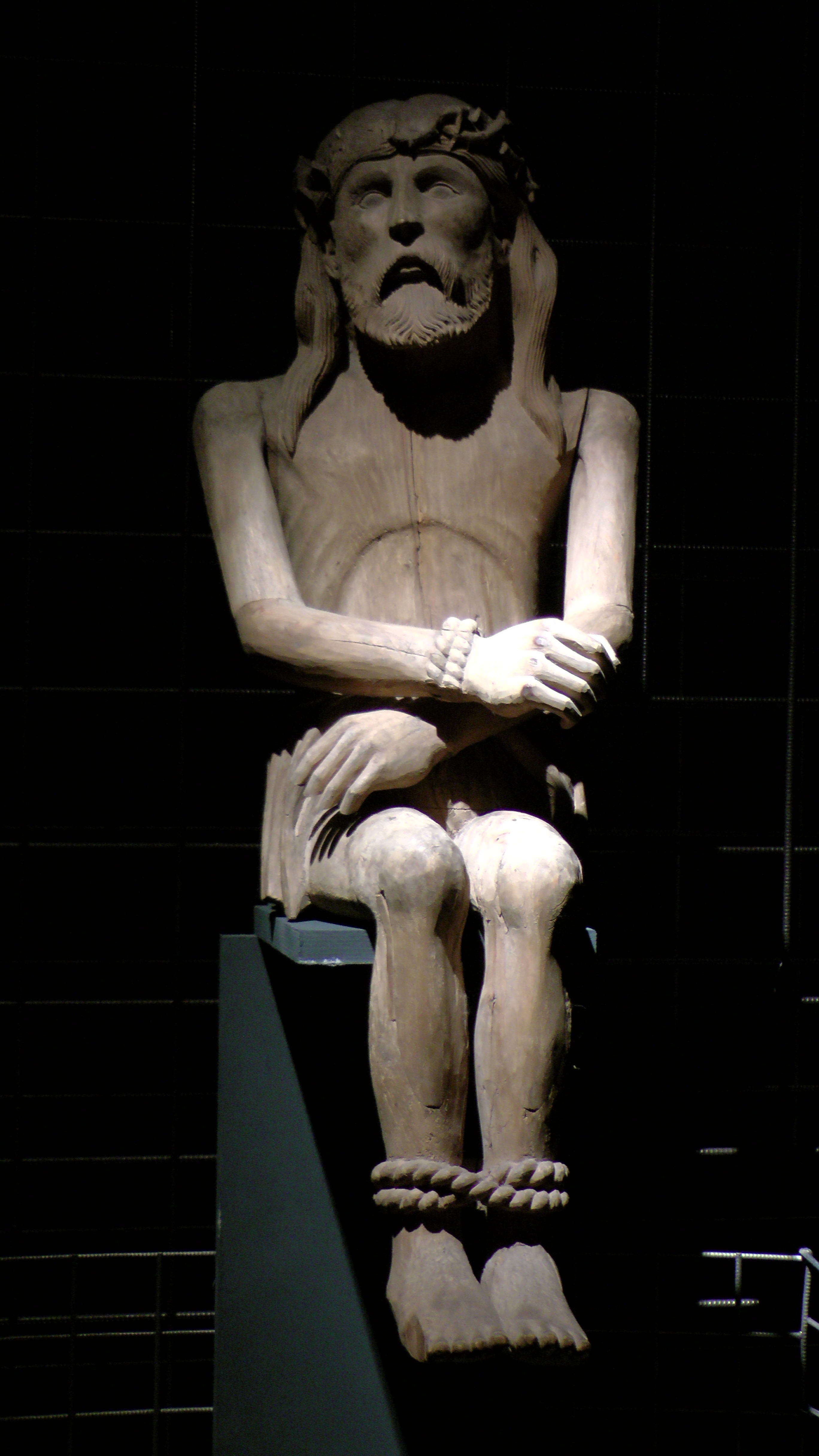
Христос в темнице, XIX век

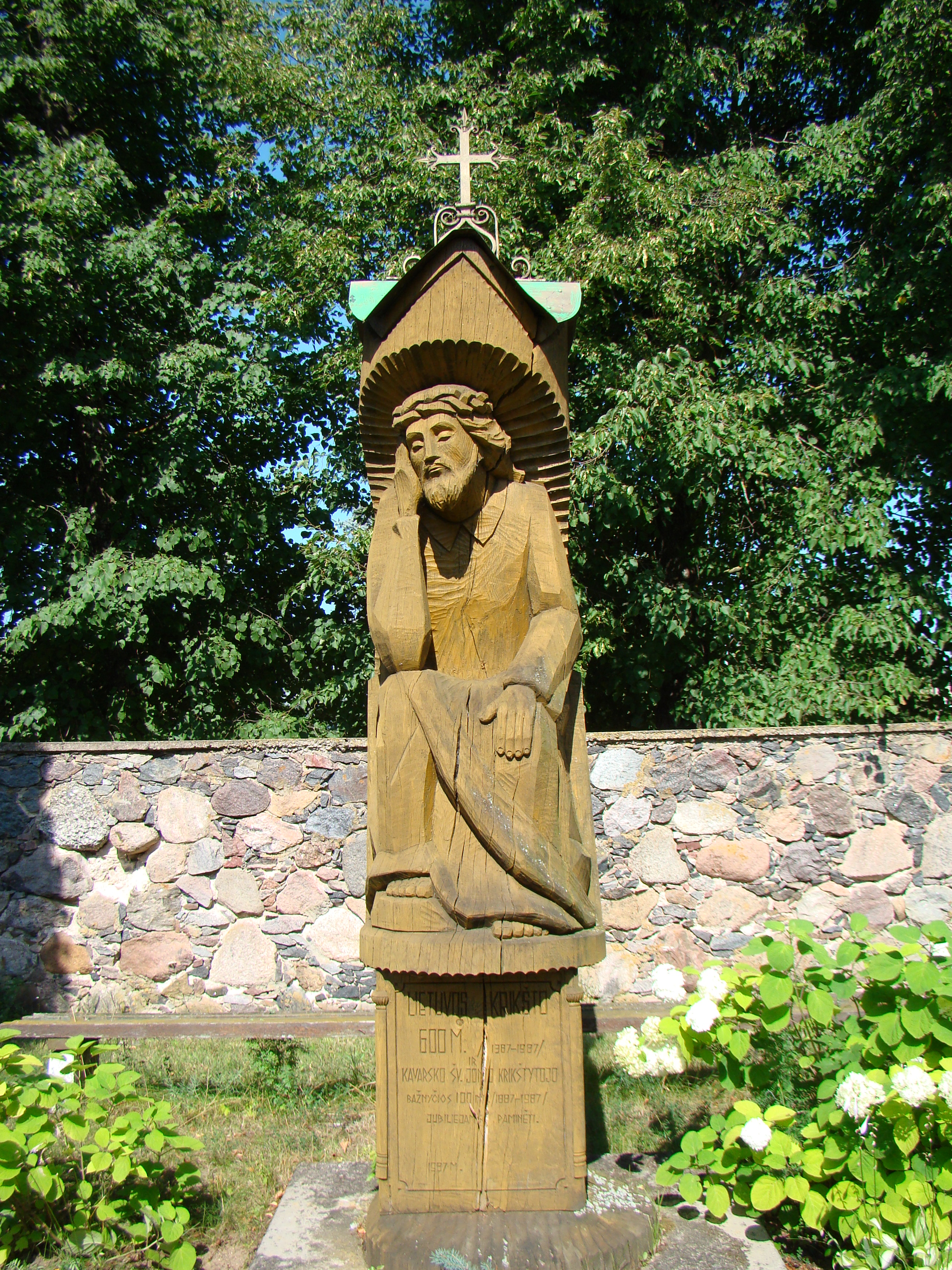
«Рупинтоелис» вблизи церкви Иоанна Предтечи, Каварскас, Аникщяйский район, Литва

Как другой источник иконографии (наряду с западным влиянием) Серебренников отмечал тяжёлый труд крепостного человека. Жестокая эксплуатация работных людей усугублялась произволом администрации, телесными наказаниями, ссылкой на каторгу. Крепостные крестьяне были настолько изнурены непосильным трудом на хозяина, что иногда не могли вести собственное хозяйство, и впадали в крайнюю нищету. Актуальными становились мотивы человека в несчастье: унижение и страдание, обречённость на пытки и смерть. Зрителя тревожили горькие и печальные размышления, но учитывая, что изображён так Господь, статуи вселяли в его душу и надежду. Серебренников допускал, что подобные скульптуры иллюстрировали и распространённое убеждение «Христос терпел и нам велел», он даже приводил в своей книге о пермской скульптуре в качестве иллюстрации данного положения цитату из В. И. Ленина: «Того, кто всю жизнь работает и нуждается, религия учит смирению и терпению в земной жизни, утешая надеждой на небесную награду».
Н. И. Моздыр в своей диссертации на соискание учёной степени кандидата искусствоведения делал акцент на том, что появление скульптур «Скорбящего Христа» совпало с эпохой усиливавшегося крепостного гнета и мощных крестьянских восстаний, закончившихся кровавыми репрессиями правительства. Именно поэтому иконографический сюжет отражает беспомощность героя, которая вызывала у зрителя ассоциации с собственным тяжёлым положением. Исследователь считал, что этот образ содержит атеистический подтекст — всемогущий отец Христа бессилен помочь своему сыну, а сам Христос не в состоянии облегчить участь обездоленных. Моздыр отмечал, что такие фигуры появлялись преимущественно после поражения очередного крестьянского восстания.

### Другие теории происхождения иконографического сюжета
А. М. Кантор настаивал, что изображение страдающего Христа получило самое широкое распространение в самых разных регионах и на разных уровнях христианского мира, но дольше всего оно сохраняется в народной скульптуре. С его точкой зрения соглашался в своём исследовании о литовской народной скульптуре искусствовед В. Я. Римкус. Он отмечал, что «Rūpintojėlis» («Рупинтоелис», рус. «Скорбящий Спаситель», «Озабоченный Спаситель») — не только скорбящий, но и заботящийся о людях Христос. Христос в этом изображении — не карающий властитель, а сострадающий и скорбящий человек. Эту точку зрения разделял в отношении литовской народной скульптуры «Христос Озабоченный» А. С. Канцедикас. Он отмечал, что «лицо Христа выражает именно озабоченность, горестное размышление, скорбь, весьма мало связанную с конкретной ситуацией библейского предания» (то есть с судьбой самого Христа). Он допускал, что «народные мастера, работавшие над этим сюжетом, по-видимому, даже не подозревали об истоках его содержания». Исследователь в качестве подтверждения приводил толкование этого сюжета жителями Жемайтии. Они связывали его не со Страстями, а с Всемирным потопом: «Иисус огорчился, сотворив потоп; пожалел, что так наказал людей».
Ольга Власова считала, что этот иконографический образ вобрал в себя ту антиномичную суть раннехристианской иконологии, которая сохраняла свою актуальность на протяжении многих веков и с особой силой проявлялась в «переходные» (кризисные) времена. Таким был для Российского государства реформаторский XVIII век.
Чекалов считал, что в этой глубоко народной скульптуре, изображающей под видом Христа в темнице страдания простого крестьянина, сохраняется также древняя тотемистическая основа с «трансформацией реальных наблюдений в фантастическое видение духа», «шаманская сверхъестественность, основанная на заострении и преувеличении, на иной системе организации образа, чем в христианской иконографии и тем более в реалистической скульптуре». Чекалов также утверждал, что деревянные скульптуры, образующие динамичные группы и наполняющие интерьер храма (к ним он относит и «Христа в темнице»), а не отрезанные от него, как раньше, рамой киота, получили распространение только в XVIII веке. Страдающий Христос находился для верующих в реальном, а не условном пространстве. Его «театрализованную скульптуру, богатую контрастами света и тени», «надо видеть при слабом тусклом мигающем свете зелёных, синих, голубых, розовых и белых лампад. Тогда возникает „чувство таинственности, важности, даже некоторой жути“».

## Варианты иконографии

### Классификации Н. Н. Серебренникова

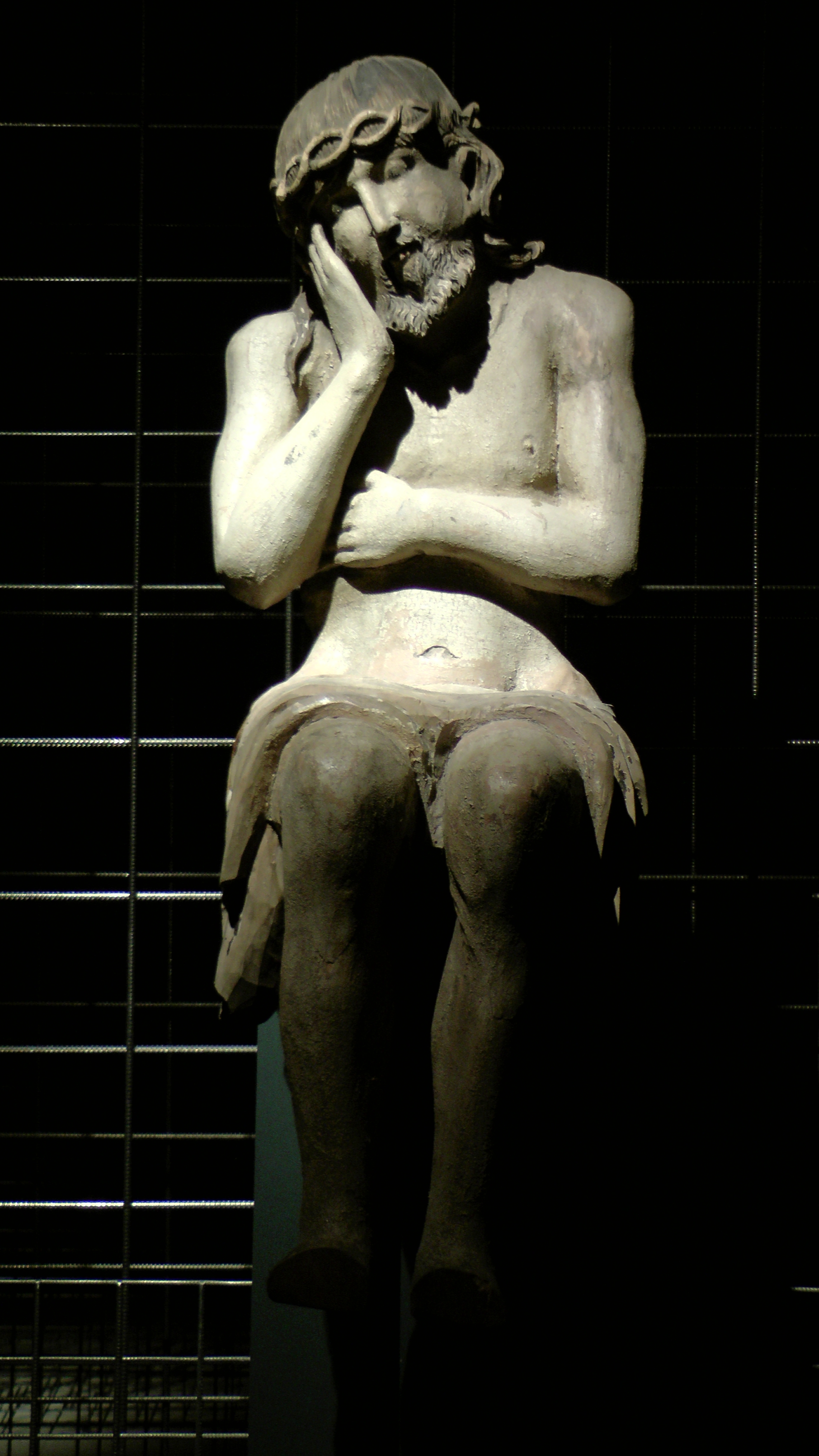
Спас Полунощный. Тверская областная картинная галерея, XIX век

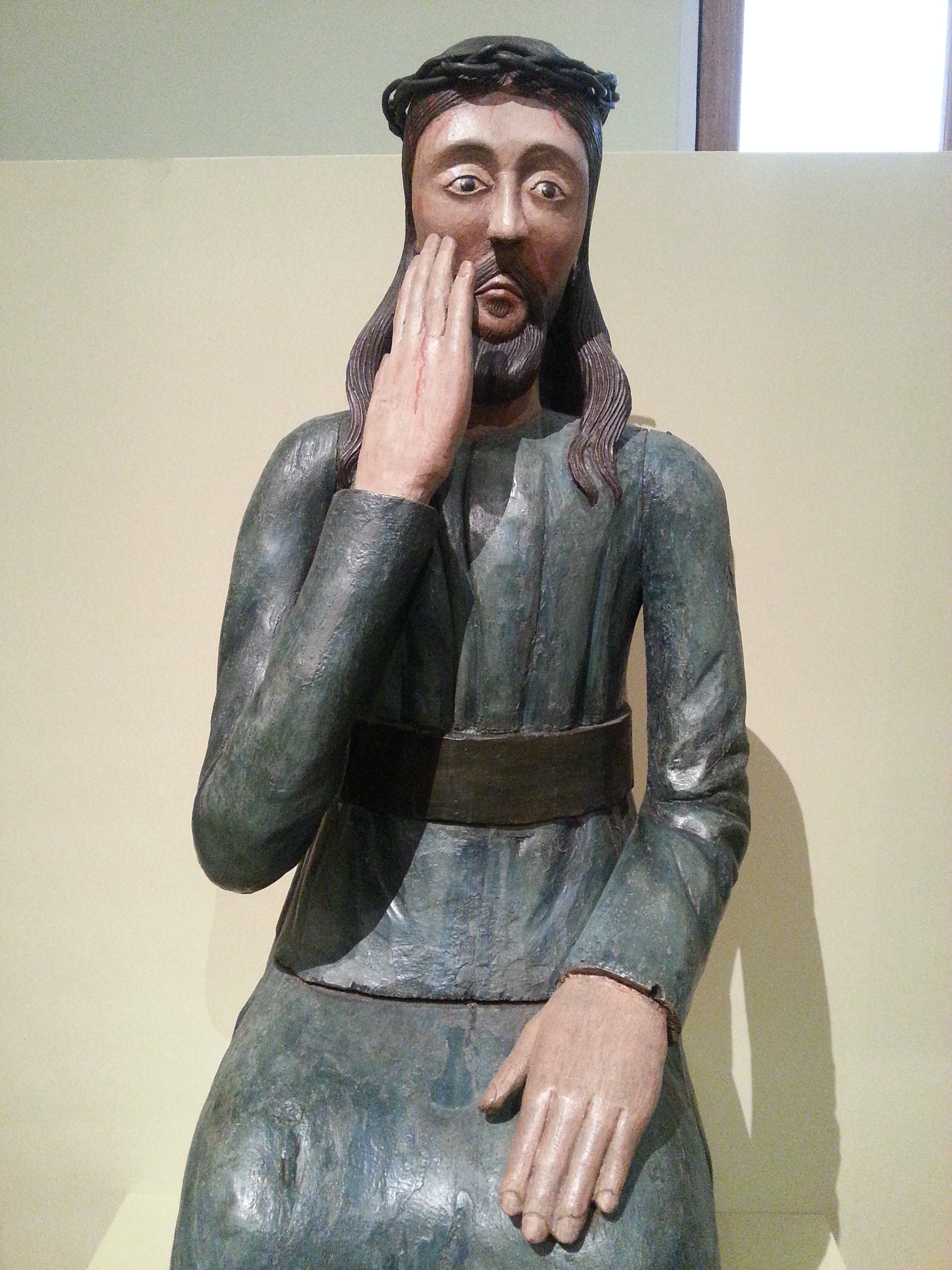
Христос в шабуре, деревянная скульптура из собрания Пермской галереи

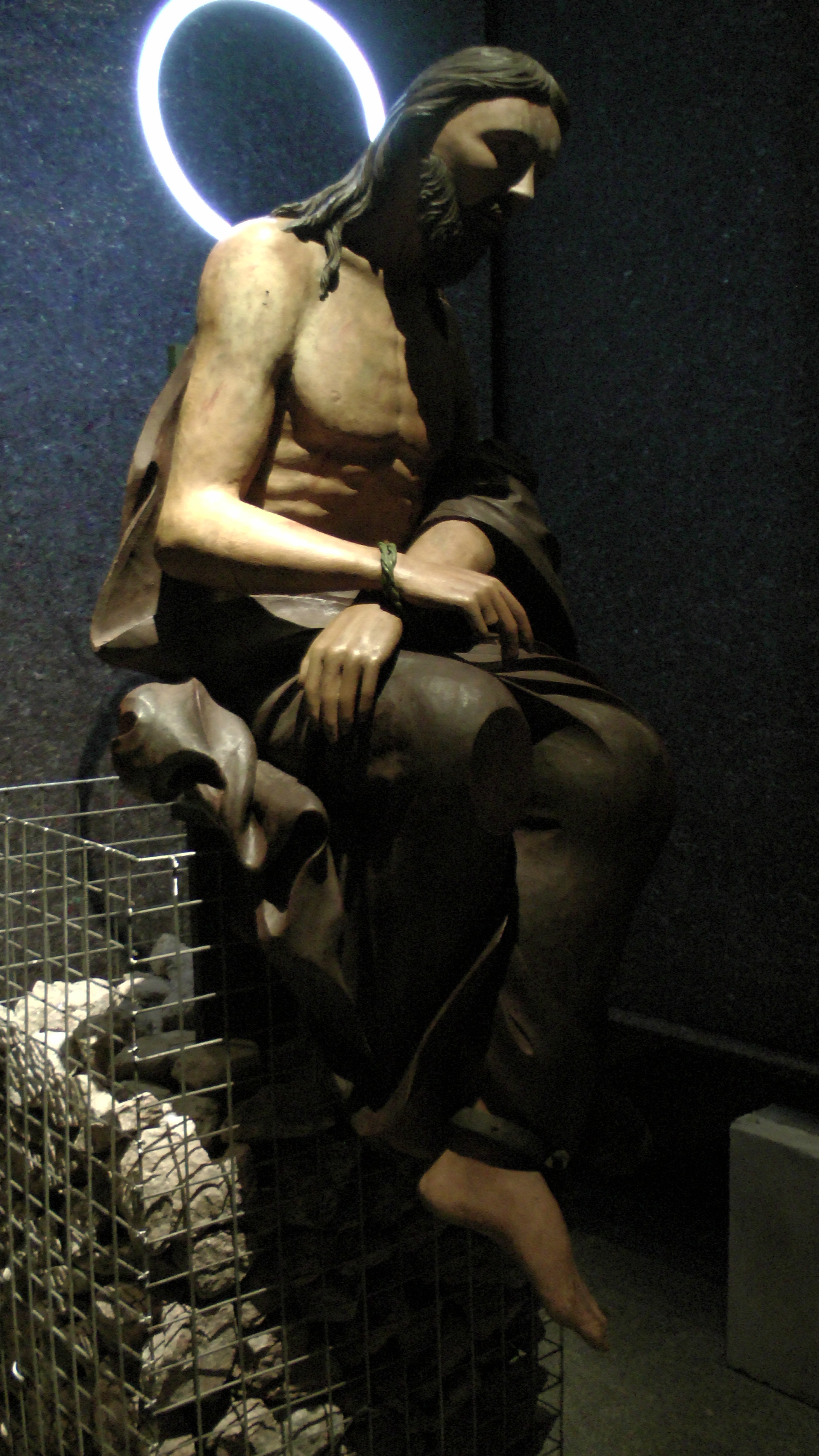
Спас Полунощный (Христос в темнице). Русский музей, XVIII век

Н. Н. Серебренников предложил целый ряд возможных классификаций (он также отмечал, что в рамках выделенных типов также проявлялось различие творческих индивидуальностей резчиков). Так он считал, что сюжет «Страдающего Христа» по-разному трактуется авторами скульптур. Он выделял два типа: 
- Первый тип — изображение этнического типа коренного жителя. Коми-пермяка изображает ранняя статуя «Сидящего Христа» из Усолья. Местный тип лица подчёркивают тёмно-коричневые волосы и карие глаза. Одежда — простой халат, покрашенный в синий цвет — коми-пермяцкий шабур из синёного холста, ниже груди фигуру обтягивает по шабуру рельефный тёмный пояс. Складки одежды соответствуют формам фигуры, в некоторых местах иллюзию глубины складок создаёт тёмно-синяя краска. Серебренников объяснял подобный тип изображения тем, что Бог был ближе и понятнее людям, когда имел национальный облик и элементы «правды жизни». При этом он считал, что авторами большинства подобных скульптур были русские резчики, хотя среди них встречались и представители коренных этносов. Скульптуры «Христа в темнице», созданные в Приуралье, отражают подчёркнуто русский тип модели[54].

Ольга Власова насчитала всего пять подобных изображений: три скульптуры из собрания Пермской галереи (из Усолья, из сёл Усть-Косьва и Нижнее Ворцево), одна скульптура — из Пермского краевого музея и одна — из Березниковского историко-художественного музея (две последние, по её мнению, за исключением размеров, практически идентичны).
- Наряду со статуями, отчётливо передающих этнический тип, сохранились отдельные скульптуры, где схематичность форм, упрощённость изображения ослабляют индивидуальную характеристику, её психологическую выразительность (к этому типу относятся «Сидящий Спаситель» из Чёрмоза, изваяния из Перми и Мотовилихи, выполненные, предположительно, одним и тем же мастером)[47].

О «Сидящем Спасителе» из села Редикора, который принадлежит ко второму типу, нарком просвещения А. В. Луначарский писал:

«Несмотря на некоторую наивность изображения, он представляет собою изумительное произведение искусства в смысле смелой стилизации и почти страшного выражения лица, в котором сквозит тупая, упрямая покорность и в то же время внутренний ужас — символ заглушаемого народа»— Николай Серебренников. Пермская деревянная скульптура
Серебренников видел также различия в композиции скульптуры:
- Обычно Христос изображался сидящим, с терновым венцом на голове и с прижатой к щеке правой рукой[4].
- Встречаются значительные отклонения от основного типа. Руки скульптуры из Пашии лежат на коленях, перекрещиваясь одна с другой. Безвольно опущенные, они усиливают отражённые на лице страдания Христа. Правая нога лежит на левой. Терновый венец на голове Христа в этой статуе не играет важной роли. На нём отсутствуют шипы, он представляет собой переплетение четырёх прутиков[17]. Пренебрегли традиционной атрибутикой также авторы «Сидящего Христа» в коми-пермяцком шабуре из города Усолья и села Усть-Косьвы, «Страдающего Христа» из села Сиринского и города Соликамска)[56][18].

Серебренниковым была предложена и другая классификация — по набору выразительных средств, используемых резчиком. В статуях из деревни Подъячевой, села Лимежа и села Сиринского он считал наиболее выразительной окровавленную голову Спасителя. Терновый венец и большие, похожие на гвозди, шипы останавливают на себе внимание зрителя, производят на него жуткое впечатление. В статуях из сёл Коса, Кольчуга, Янидора, напротив, резчик обошёлся без устрашающих атрибутов, состояние Христа он передавал за счёт мимики, позы и жестов.
Скульптурам «Христа в темнице» «шакшерской школы» (которую выделил и назвал этим термином впервые Н. Н. Серебренников) характерны небольшие размеры, сложные, пространственно развернутые композиции, плоские «аппликативные» формы с одинаковой, как бы гофрированной фактурой, многочисленные складки драпировок укладываются в ровные «блоки». Стереотипными становятся барочные но происхождению лики: удлинённые, глазастые, с пухлыми, немного обвисающие щёки. Застывают и превращаются в схему прежде преувеличенные лица. Власова писала, что на барочные формы накладываются традиционные схемы «жёсткого „иконного“ построения». В своей докторской диссертации Власова отмечала, что «шакшерская школа» является «результатом массового изготовления предметов храмового убранства в период промышленного подъема и активизации церковного строительства», самым «пермским» вариантом переработки барочной стилистики.

### Классификация А. В. Рындиной
А. В. Рындина в статье «Тема Страстей Господних в русской деревянной скульптуре XVIII—XIX веков. Старое и новое» выделила три основных типа подобных изображений:
- «Сакрально-топографический» (или «Христос в темнице»). В трапезе церкви Воскресения Новоиерусалимского монастыря на южной стороне, по замыслу патриарха Никона, была воспроизведена темница Спасителя, где хранится камень с отверстиями для его ног. Эта сакрально-топографическая деталь присутствовала в гравированных «Описаниях Иерусалима» с XV—XVII веков. Ранние гравюры не сохранились, но до нашего времени дошли листы XVIII века, изданные в Вене и тогда же появившиеся в России. А. В. Рындина предположила, что в темнице была помещена скульптура Спасителя в оковах и колодках[44]. Рындина считала этот тип иконографии «наиболее спокойным», к нему она относила фигуру «Христа в темнице», связанную с именем Петра I (находится в Сергиево-Посадском музее-заповеднике). Она утверждала, что именно такие изображения размещались в палатках-темницах у южной стены храма[61].
- «Символико-литургический» тип (или «Скорбящий Спаситель»), в этом случае Христос изображен с поднятой к лику рукой, другая рука согнута в локте, она охватывает торс или лежит поперек живота. Этот тип, по мнению Рындиной, — самый распространённый в России и напрямую связан с западными источниками. На Западе такой тип трактовался как «Человек скорбей» и ассоциировался с репликой Понтия Пилата «Се человек» (он воспринимался в плане реальности страданий, мук и унижения Христа). В России же, как писала Рындина, он получил истолкование как Новый Адам, искупивший грехи человечества (исследовательница отмечала на таких скульптурах неравное количество рёбер слева и справа[62])[63]. А. В. Рындина предлагала и классификацию в рамках второго типа иконографии. По её мнению[9][64]:

1) В центральных районах России и некоторых центрах Поволжья в эпоху классицизма сформировалось декоративно-эффектное течение, проявившееся в трактовке драпировок, пышности терновых венцов, в нарастании академических тенденций в трактовке обнажённого тела Иисуса.
2)  Первоначальные смысловые и художественные принципы, среди которых и использование этнокультурных особенностей, сохранились на Русском Севере и прикамских землях, именно здесь, с её точки зрения, возникли уникальные художественные и типологические решения.
- Третий вариант, наиболее сложный для смыслового истолковании, Рындина условно назвала «историческим». К нему она отнесла тип скульптур, распространённый в Прикамье, где Христос изображён в длинном синем хитоне, который опоясан широким цветным поясом[7]. Препоясанная длинная одежда, по её мнению, неправильно ассоциируется с крестьянскими кафтанами. Правильное же понимание — указание на достоинство Христа как Первосвященника и Царя[64]. Рындина указывала на формирование этого варианта под влиянием творчества мастеров строгановской школы иконописи и лицевого шитья, а также местной святыни — саккоса Стефана Пермского (он хранился в Благовещенском соборе Сольвычегодска)[65].

### Другие классификации
Н. Н. Соболев в монографии, вышедшей в 1934 году, выделял два типа подобных скульптур:
- Наиболее распространённый тип — Христос сидит пригорюнившись, склонив голову на ладонь правой руки, локтем уперев её на левую. Фигура выражала горестную задумчивость. Такое положение тела, по утверждению Соболева, можно часто наблюдать у русских крестьянок.
- Более редкий тип — Христос обрызган кровью, с руками, скрученными впереди, прямой, напряженный, устремивший вдаль свой взор.

Советский и российский искусствовед А. М. Кантор в статье «Об иконографии Скорбящего Спасителя в народной деревянной скульптуре» выделял также два иконографических типа, но других — «жизненный» и «символический». Доктор искусствоведения Ольга Власова разделила скульптуры данного иконографического типа по эмоциям, которые они выражают. Так, в скульптуре из села Усть-Косьва она отметила «дух борьбы и протеста»: его выражает размах плеч, гордая посадка головы, выражение лика, исполненное решимости и гнева. Такому типу она противопоставила «образ глубокой человеческой скорби», воплощённый, в частности, в «Христе в темнице» из деревни Канабеки (сейчас в Пермской государственной художественной галерее, XVIII век, сосна, темпера, 120 х 42 х 55, поступил в 1924 году из Канабековой часовни пророка Ильи в заводе Пашия Пермского округа, инвентарный номер — ДС-1). Для него характерна подавленность, угнетённость, поглощённость своими мыслями.

## Выдающиеся образцы иконографии
По мнению советского и российского художника и искусствоведа А. В. Десятникова, высокими художественными достоинствами выделяется «Полунощный Спас» конца XVII — начала XVIII века из Успенского собора Горицкого монастыря (Переславль-Залесский музей), его он называет лучшим во всей России. Резчик не просто рассказал историю о страдающем Христе, а пластически выразил страдание. По мнению искусствоведа в скульптуре прослеживается связь с древнерусской пластикой и иконой. Как в изображениях XV—XVI веков, фигура Спасителя имеет удлиненные пропорции. Туловище Христа плоскостно, голова непропорционально маленькая, а руки и ноги тонкие без малейшего намёка на мышцы. Сгорбившаяся фигура героя раскрывает его подавленное внутреннее состояние. Голова склонилась на правую руку, взгляд Спаса падает не на зрителя, а как бы обращен внутрь самого себя. В отличие от древнерусской пластики «Полунощный Спас» находится в свободном пространстве, и его можно осматривать со всех сторон. Из-за этого рисунок контура скульптуры стал более сложным, ломаным, подвижным, а тело обрело естественность и свободу. В скульптуре присутствует недосказанность, в которой Десятников увидел поэтическое прощение врагам: так как они «не ведят бо, что творят».
Доктор искусствоведения М. В. Алпатов отмечал в этой скульптуре простоту и выразительность. Статуя не велика, но производит впечатление монументальной. Почти полностью отсутствует мимика, нет ничего показного, намеренно экспрессивного:

«Тема страдания выражена чисто скульптурными средствами: схематически переданными рёбрами. Желобки рёбер сливаются со складками ткани и кудрями волос, почти превращаются в орнамент. Орнаментальность форм „снимает“ всё сентиментальное, фигура должна вызывать не столько сострадание, сколько почтение. Тема страдания, обнажения, истощения, умерщвления плоти переведена на язык скульптурных форм, этим создаётся впечатление большой мощи».— Михаил Алпатов. Этюды по истории русского искусства
Изваяние кажется вырезанным из одного куска дерева. По мнению Алпатова, изображён не столько страдающий Христос, сколько Христос-мыслитель (Алпатов сопоставлял скульптуру с терракотовыми фигурами мыслителей в раннемексиканском искусстве). Алпатов отмечал, что, если в немецких скульптурах на данный сюжет изображён страдающий человек, то в русской скульптуре раскрывается «сущность человеческого страдания».
Другая скульптура «Полунощного Спаса» также из Успенского собора Горицкого монастыря, относящаяся к I половине XVIII века, по предположению Десятникова, является свободным подражанием предшествующей. Второму резчику не удалось создать столь же глубокий образ. В композиции есть просчёты, выдающие слабое мастерство резчика. Композиция значительно проще, «отчего появляется некоторая застылость образа, одноплановость выраженных переживаний. Заметно стремление передать анатомические подробности — различимы грудобрюшная преграда, лопатки на спине, натруженность рук, ногти на пальцах. Крупные завитки волос аккуратно уложены на плечи, выдавая стилистические признаки зрелого барокко XVIII века.
«Христос в темнице» 1-й половины XIX века из церкви Рождества Богоматери посёлка Чёрмоз Ильинского района (инвентарный номер в собрании Пермского музея — ДС-193) — наиболее условное изображение страдающего в темнице Христа, по мнению Власовой, почти бестелесное. Фигура Христа помещена на ажурном седалище белого цвета. Под ногами — подставка на коротких ножках. Пропорции фигуры удлинены. Торс и конечности достаточно узкие. Левая рука Христа согнута под прямым углом и прижата к груди, а правая прикасается к щеки. Голова немного опущена и наклонена. Детально изображено лицо с широко расставленными глазами, прямым длинным носом и низко прорезанным ртом. Тёмно-коричневые волосы симметрично распущены по плечам. Намечены рёбра. Существует гипотеза, что иконостас этой церкви и фигуру страдающего Христа создал крепостной резчик семьи Лазаревых Николай Гайнцов (1817 — ?).

## Восприятие иконографического типа современниками

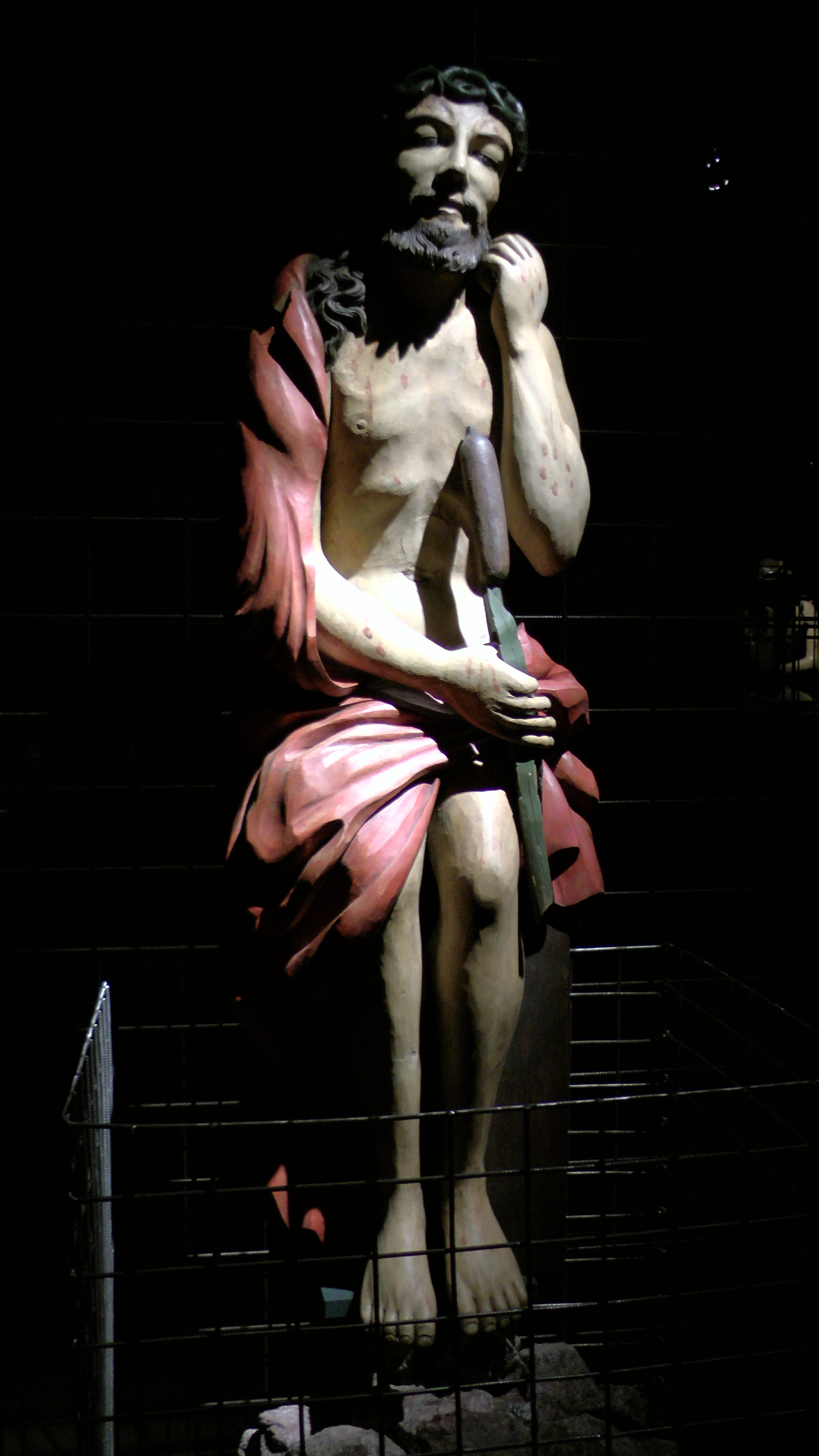
Христос в темнице. Рязанский областной музей, XIX век

Скульптурные украшения храмов существовали, как считает доцент кафедры теологии Пермского государственного университета Мария Дегтярёва, «неофициально». Позже в некоторых храмах от объёмных изображений отказались. Произведения народных мастеров были перемещены из храмов в подсобные помещения. Напротив, Николай Серебренников настаивал, что в XIX веке «изваяния стояли ничем не прикрытые посреди храмов или на другом видном месте». Когда же епископ Пермский приезжал в сельские церкви, духовенство на время прятало изваяния. Их помещали также на менее заметные места в церкви, в часовни, в кладовые, на колокольни, в церковные подвалы. В селе Коса, например, статую Христа спустили на время в подвал церкви. После отъезда епископа скульптуру вернули в храм.
Серебренников отмечал, что православная церковь требовала изображать страдания и распятие Иисуса Христа сообразно с каноническими евангелиями. С точки зрения церкви, задача создания подобного изображения — пробуждение религиозных чувств и мыслей. Но скульптор часто отражал собственные мысли и чувства, сознание своих современников. Статуи  признавались в некоторых местах за божество и почитались повсюду больше других изображений Христа. Называли их по-разному: «Сидящий Спаситель», «Страдающий Христос», «Спаситель в темнице»…
Церковным догмам не соответствовала атмосфера и обстановка в храме, которая окружала статую. Чтобы обострить чувства верующих, статую Христа в церкви «сажали» в темницу (в специально изготовленное помещение или в глубокую тёмную нишу в стене). Перед ней зажигали неугасимую лампаду. Слабый огонь лампады окутывал темницу полумраком, колеблющийся свет едва освещал фигуру, по лицу пробегали тени («чуть качнулась… голова, вот пошевелились складки одежд, задрожали губы, взгляд устремился на людей»), а верующим казалось, что перед ними живое божество. Чтобы вызвать экзальтацию, одежду на статуе меняли. Обычно статуя была облачена в парчовое жёлто-золотистое облачение, но в дни Страстной недели её покрывали траурным чёрным бархатом, а на Пасху одевали её в светлые одежды из блестящей серебристой парчи. Доктор искусствоведения Наталия Семёнова писала, что верующие становились в очередь: за плату можно было померить митру, снятую с головы такой статуи, купить висевший на ней нательный крестик. Иногда вокруг «Христа в темнице» размещали целые группы ангелов, держащих в руках гвозди, лестницы, молотки, копья и другие орудия казни (такие композиции происходят из города Усолья и села Лимежа). Часто они фланкировали фронтоны темницы.
Считалось, что скульптуры ходили по ночам, навещали бедняков (такие взгляды существовали, в частности в Перми), посещали дома в поисках пищи (записано в деревне Зеленята). Скульптурам приписывали исцеления от болезней (в селе Слудке, деревне Зеленятах, в устье реки Косы). Церковные обряды, такие как крещение новорожденного, венчание, отпевание, завершались поклонением изображению и приношением ему в дар денег, обуви, холста, полотенец, яиц… С изображением «Сидящего Христа» из Пашии, находящимся в настоящее время в Пермской государственной художественной галерее, связана легенда, относящаяся к I половине XIX века. Изображение перенесли в одну из часовен Пашии. Недовольная этим, статуя наслала непогоду на посёлок.
Ольга Власова упоминает о резном ярусе Страстей в некоторых иконостасах приходских храмов. Она называет семь сюжетов резных «страстных» икон этого яруса. Среди них и «Христос в темнице».

## Изучение иконографического типа и знакомство с ним широкой публики
В XIX — начале XX века исследователи П. И. Савваитов, Б. И. Дунаев, И. В. Евдокимов пытались выяснить место изготовления подобных резных фигур, определить время их появления в конкретной церкви, обряды и суеверия, связанные с подобными скульптурами. Первым исследователем данного иконографического сюжета стал в 1920-е годы советский искусствовед и историк искусства Николай Николаевич Серебренников, посвятивший ему большой раздел в своей книге «Пермская деревянная скульптура» (Перм, 1928). Он был сыном священника из села Верхние Муллы, расположенного вблизи Перми. В дореволюционных изданиях он нашёл и собрал отрывочные упоминания о деревянной скульптуре, осуществил экспедиции в поисках самих скульптурных изображений. В советский период иконография «Христа в темнице» привлекала искусствоведов как наглядная антирелигиозная агитация: народные скульпторы создавали шедевры о тяжёлой судьбе под гнётом церкви и самодержавия.
В 1990-е и 2000-е годы большие статьи на тему иконографического типа «Христос в темнице» создали А. М. Кантор («Об иконографии Скорбящего Спасителя в народной деревянной скульптуре»), А. Д. Рындина («Тема Страстей Господних в русской деревянной скульптуре XVIII—XIX веков: старое и новое»), Н. В. Мальцев («Резные изображения Христа в темнице»). В. М. Шаханова в своей большой статье, изданной в 1993 году, отвела иконографии «Христа в темнице» Главу XII.
Ольга Власова посвятила этому сюжету большие главы своих кандидатской и докторской диссертаций, а также монографии «Пермская деревянная скульптура: между Востоком и Западом», которая вышла в 2010 году. Раздел «Образы „Христа в темнице“» присутствует в диссертации на соискание учёной степени кандидата искусствоведения Антонины Мордвиновой «Деревянная церковная скульптура в Чувашии XVI — начала XX в.» (2004). В диссертации на соискание ученой степени доктора искусствоведения М. А. Бургановой иконографии «Полунощного Спаса» посвящён раздел 2 в Главе II. Проблемы иконографии этого сюжета отражены в её же сборнике статей «Спас полунощный. Русский Христос», вышедшем в 2002 году.
В 2003 году в московском музее Дом Бурганова прошла выставка «Спас Полунощный», на которой были представлены скульптуры Христа в темнице. В январе — феврале 2019 года в петербургском Центральном выставочном зале «Манеж» состоялась выставка, где были представлены более 30 скульптур середины XVII — начала XIX веков на этот сюжет. В выставочном проекте скульптуры из своих коллекций предоставили Государственная Третьяковская галерея, Государственный Русский музей, Пермская государственная художественная галерея, Моршанский историко-художественный музей, Переславль-Залесский музей-заповедник, Государственный музей истории религии, Тотемское музейное объединение и некоторые другие музеи. Выставка была задумана как инсталляция, в которую помещены экспонаты из музеев. Монохромная проекция заснеженного русского леса на войлоке открывает экспозицию, в залах царит темнота, на полу лежат валуны, скульптуры восседают на подиумах из камней и решёток. На втором этаже скульптуры размещены в лабиринте из решёток-темниц. Архитектор Антон Горланов и дизайнер Анна Дружинина выступили соавторами концепции ректора Академии художеств и академика РАХ Семёна Михайловского. Звук и графику создали для выставки Ольга Марченко и Алексей Галкин.

## Комментарии
1. ↑  Н. Н. Соболев считал, что такое большое количество названий данного иконографического типа связано с различными географическими районами его распространения и различными социальными группами, к которым принадлежали авторы: «На языке синодальных чиновников он именовался «Сидящим Иисусом». В северных губерниях народ называл подобные изваяния «Полуночным Спасом» — Соболев Н. Н. Русская народная резьба по дереву. — М.—Л.: Academia, 1934. — С. 402. — 477 с..
2. ↑  Власова не уточняет, какое конкретно Евангелие от Иакова она имеет в виду, и не даёт сноску на фрагмент из него, на который ссылается.
3. ↑  В книге А. К. Леоновой на самом деле есть указание на присутствие скульптуры «Скорбящего Христа» работы белорусского мастера в Государственном художественном музее БССР. Скульптура была создана в Мядельском районе Минской области предположительно в XVIII веке: «изображён опечаленный, пригорюнившийся человек. По-крестьянски озабоченный, он сидит на камне в глубоком раздумье, подперев рукой осунувшееся лицо. На лбу у него пятна крови. Цветовые средства вместе с пластической моделировкой усиливают смысловую и эмоциональную выразительность скульптурного образа, трактовка которого отражает глубоко гуманистическое понимание его народными мастерами» Леонова А. К. Народная деревянная скульптура Белоруссии. — Минск: Наука и техника, 1977. — С. 14, 16, 98. — 104 с..
4. ↑  В другой своей (более ранней) книге Канцедикас присоединялся к точке зрения, что подобный сюжет отражает тяжёлое положение эксплуатируемого населения и конкретный эпизод Страстей — Канцедикас А. С. Народные скульпторы Литвы. — М.: Знание, 1967. — С. 4. — 31 с. — 27 000 экз.